# パスカル・リシャール
パスカル・リシャール（Pascal Richard、1964年3月16日 - ）は、スイス出身の自転車プロロードレース選手。1986年プロデビュー。2000年に引退。
主にステージレースの山岳ステージや山岳コースのクラシックレースで活躍し、通算68勝を上げた。

## 所属チーム
- 1986年KAS
- 1987年トウシバ
- 1988年ウェインマン
- 1989〜91年エルベシア
- 1992年フェスティナ
- 1993年アリオステア
- 1994〜96年MG（94年GB-MG、95〜96年MG-TECHNOGYM、）
- 1997〜98年カジノ（Casino）
- 1999年モビルベッタ（MOBILVETTA-NORTHWAVE）
- 2000年リンダ・マッカートニー

## 経歴
もとはシクロクロス出身で、最初の金星は1988年の世界選手権シクロクロス競技のもの。のちにロードレースに転向し、大舞台の勝利は1989年のツール・ド・フランスの山岳ステージに始まる。一時期低迷するが、名将ジャンカルロ・フェレッティ監督率いるアリオステアに所属してからは復活。特に90年代半ばにはミドルツールと呼ばれる10日前後のステージレースを中心に着実に勝ち星を納め、アレックス・ツェーレ、トニー・ロミンゲルらと並び、スイスの代表的選手としての地位を確立した。
山岳レースでの活躍が目立つためクライマーとしての印象が強いが、少人数で逃げた際のゴールスプリントが非常に巧みで、ランス・アームストロング、ロルフ・ソレンセン、マキシミリアン・シャンドリ、イェスパー・スキッビーといったスプリント力のある選手を相手に度々ゴール勝負で打ち負かす番狂わせを演じた。
プロ・アマがオープン化された最初のオリンピックであるアトランタ大会でも逃げを決めた末にゴールスプリントでライバルを下し、大金星を得ている。

## 主な成績

### グランツール
- 1989年 ツール・ド・フランス1勝
- 1994年 ジロ・デ・イタリア1勝 山岳賞
- 1995年 ジロ・デ・イタリア2勝[1]
- 1996年 ジロ・デ・イタリア1勝 ツール・ド・フランス1勝

### ステージレース
- 1991年　ツール・ド・ロマンディ2勝　ティレーノ〜アドリアティコ1勝
- 1993年　ツール・ド・ロマンディ2勝、総合優勝
- 1994年　ツール・ド・ロマンディ総合優勝　ツール・ド・スイス1勝、総合優勝　パリ〜ニース1勝
- 1995年　パリ〜ニース1勝　ジロ・デッラ・プロヴィンチャ・ディ・レッジョ・カラブリア総合優勝
- 1999年　ツール・ド・スイス1勝

### ワンデーレース
- スイス選手権シクロクロス優勝（1986年、1989年）
- スイス選手権優勝（1989年、1993年）
- 1988年 世界選手権シクロクロス優勝
- 1990年 トレ・ヴァッリ・ヴァレジーネ優勝
- 1991年 トロフェオ・ライグエーリア優勝
- 1993年 ジロ・デ・ロンバルディア優勝
- 1995年 ジロ・デル・ラツィオ優勝　グロサー・プライス・デス・カントン・アールガウ優勝　トロフェオ・メリンダ優勝
- 1996年 リエージュ〜バストーニュ〜リエージュ優勝 アトランタオリンピック個人ロードレース優勝